# Balázs Hidvéghi

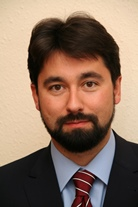
Balázs Hidvéghi (2009)

Balázs Hidvéghi (* 28. November 1970 in Budapest) ist ein ungarischer Politiker der Fidesz.
Hidvéghi rückte am 15. Mai 2014 für Erik Bánki in das Europäische Parlament nach, schied jedoch am 30. Juni aus diesem wieder aus. Zuvor gehörte Hidvéghi knapp ein Jahr lang dem ungarischen Parlament an.